# Fruchtstand
Fruchtstand ist ein Begriff aus der Botanik. Alle Fruchtbildungen (Fruktifizierungen) von Pflanzen, die aus den Blüten eines Blütenstandes hervorgehen, werden hierunter zusammengefasst.
Dabei handelt es sich meist um Fruchtstände aus Einzelfrüchten, die aus den einzelnen Blüten hervorgegangen sind. Seltener kommt es zur Bildung von Fruchtverbänden, bei denen die miteinander verwachsenen Früchte eine Scheinfrucht bilden und nur noch gemeinsam als Einheit verbreitet werden können.